# Waldemar Fibigr
Waldemar Fibigr (Pardubice, Checoslovaquia, 20 de junio de 1966-21 de octubre de 2022) fue un deportista checo que compitió en piragüismo en la modalidad de aguas tranquilas.
Ganó tres medallas en el Campeonato Mundial de Piragüismo entre los años 1993 y 1995.
Participó en dos Juegos Olímpicos de Verano, en los años 1988 y 1992, ocupando el octavo lugar en Barcelona 1992, en la prueba de C2 500 m.

## Palmarés internacional
| Campeonato Mundial | Campeonato Mundial        | Campeonato Mundial | Campeonato Mundial |
| Año                | Lugar                     | Medalla            | Competición        |
| ------------------ | ------------------------- | ------------------ | ------------------ |
| 1993               | Copenhague (Dinamarca)    | Medalla de bronce  | C4 500 m           |
| 1994               | Ciudad de México (México) | Medalla de bronce  | C4 200 m           |
| 1995               | Duisburgo (Alemania)      | Medalla de plata   | C4 200 m           |